# ثورات 1830

لوحة الحرية تقود الشعب بريشة ديلاكروا في ذكرى ثورة يوليو.

ثورات 1830 هي موجة من الموجات الثورية في أوروبا التي جرت سنة 1830. وشملت ثورتين هما: «القومية الرومانسية» والثورة البلجيكية في مملكة هولندا المتحدة وثورة يوليو في فرنسا إلى جانب الثورات في كونغرس بولندا وسويسرا. وقد أعقب تلك الموجة سلسلة موجات من الثورات في 1848 من والمعروفة باسم ثورات 1848 أو الربيع الأوروبي.

## الثورات الرومانسية
جرت ثورتي القومية الرومانسية 1830 في أوروبا الغربية، وأدت إلى إنشاء مايشبه الممالك الدستورية وتسمى الملكية الشعبية. فأضحى لويس فيليب «ملك الفرنسيين» في 31 يوليو 1830، وأصبح ليوبولد الأول «ملك البلجيك» في 21 يوليو 1831.

### في فرنسا

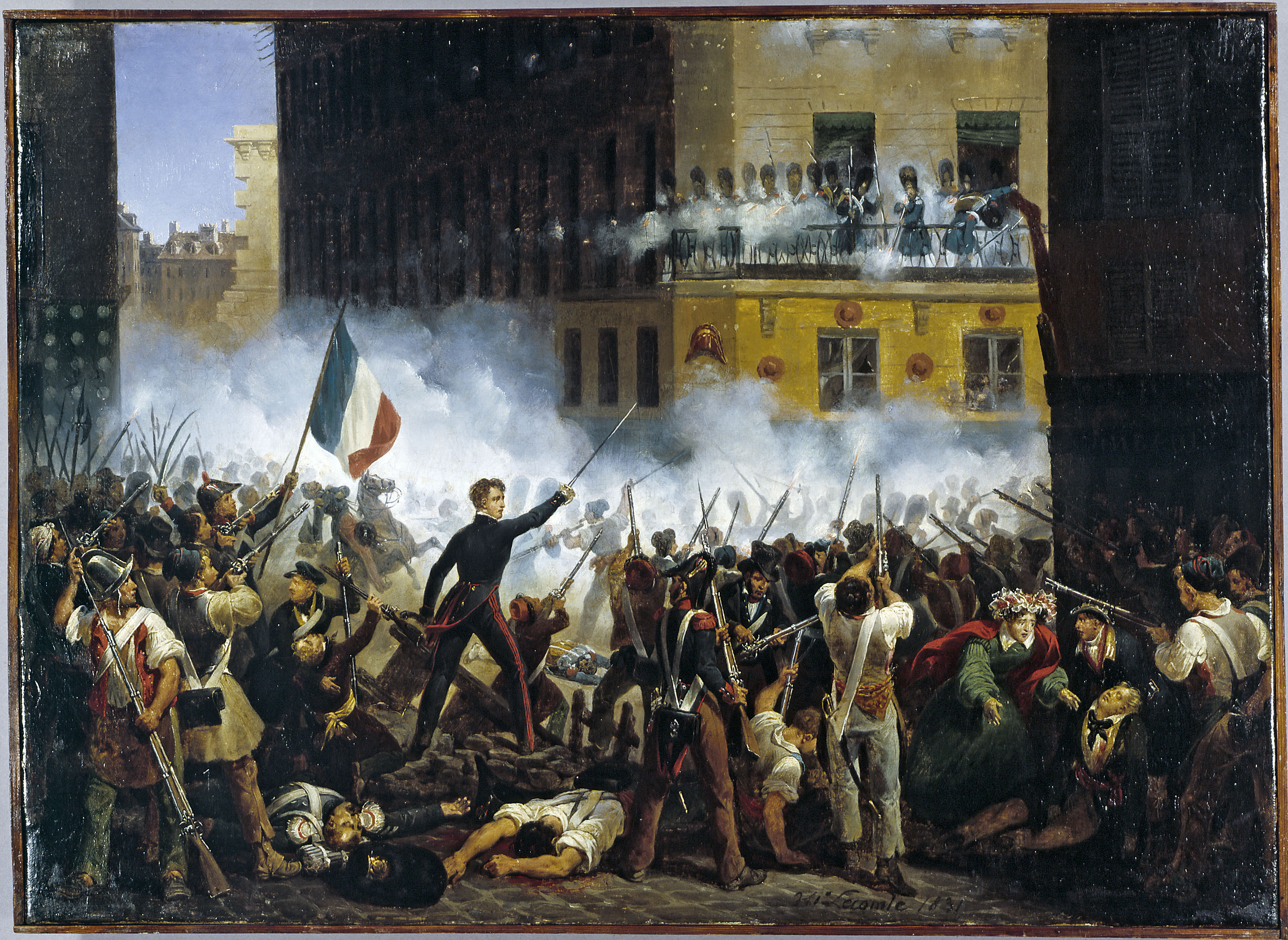
تصوير القتال في باريس خلال الثورة الفرنسية لسنة 1830

أطاحت ثورة يوليو في فرنسا بالملك البوربوني شارل العاشر الذي كان قد أعيد بعد سقوط نابليون بونابرت وإمبراطوريته الفرنسية. وتولى العرش بدلا عنه ابن عمه لويس فيليب دوق أورليانز ولقب لأول مرة «ملك الفرنسيين». وكان هذا التحول من نظام ملكي دستوري وهو استعادة بوربون إلى نظام آخر وهو ملكية يوليو. فانتقال السلطة من أسرة بوربون إلى إحدى فروعها الصغرى وهو بيت أورليانز. واستبدال مبدأ السيادة الشعبية من أجل حق وراثي. فسمي أنصار البوربون بأنصار الشرعية (بالإنجليزية: Legitimists)‏، وأنصار لويس فيليب (بالإنجليزية: Orléanists)‏. وقد استمرت ملكية يوليو حتى قيام الثورة الفرنسية لسنة 1848.

### في بلجيكا

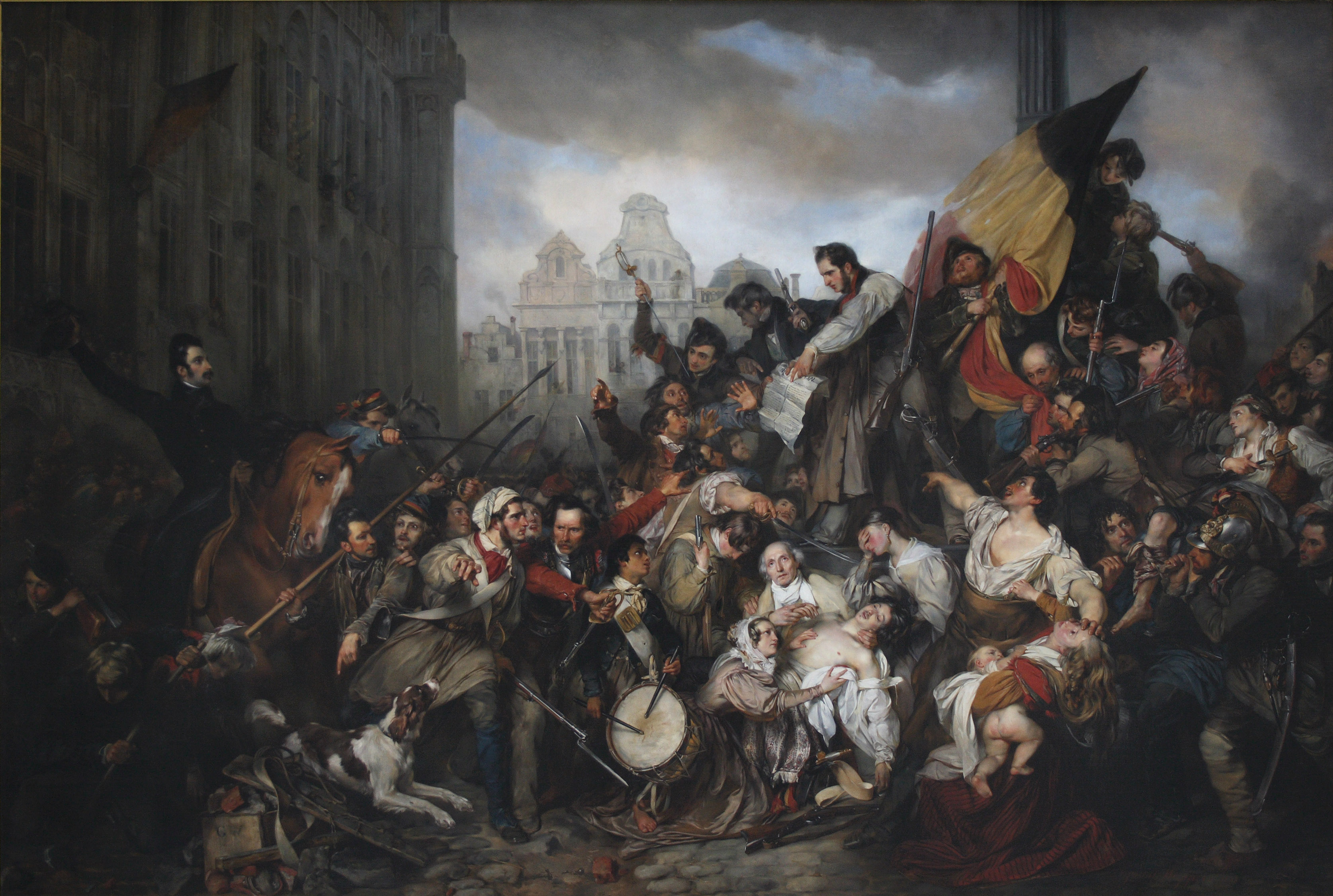
حلقة من أيام سبتمبر 1830 هو تصوير الأكثر شهرة للثورة البلجيكية

اندلعت الثورة البلجيكية يوم 25 أغسطس 1830، بعد الانتهاء من تأدية الأوبرا القومية (لا مويات دي بورتيشي) في بروكسل وبعد انتهاء العرض بدأ الحضور يصفقون تصفيقاً حاداً وانطلقوا خارج المسرح إلى شوارع المدينة مشحونين بغضب عارم وصارخين بعبارات ثورية، وانضم بعدها حشد كبير من الناس لهؤلاء الثوار وشرعوا يحطمون كل ما صادفهم في الطريق من رموز للسلطة الهولندية الحاكمة منذ 1815، تمكنوا بعدها وبسرعة من الاستيلاء على عدة مبانٍ للحكومة من بينها دار البلدية. وهكذا خضعت كل المدينة لهم دونما أي مقاومة تذكر. وقد تضخمت هذه المجموعة الثورية الأولى بعدد كبير من عمال المناطق الحضرية. في اليوم التالي، بدأت الثورة برفع علمها الخاص ومتأثرة تأثيرا واضحا بثورة برابانت في 1789. وتم تشكيل عدة مجموعات الميليشيا البرجوازية للحفاظ على النظام. أدى الوضع المتوتر في بروكسل إلى اضطرابات واسعة النطاق في أنحاء البلاد. وقد رفض الملك فيلم الأول نصيحة ابنه للتفاوض مع المتمردين وأجبرهم بالتوجه نحو التطرف والتشدد معه إلى موقف مؤيد للاستقلال. فأمر الملك بدوره قواته مهاجمة بروكسل وإعادة الاستيلاء عليها وكانت تلك القوات تحت قيادة الأمير فريدريك الابن الثاني للملك.
جرت مواجهات عنيفة بين القوات الهولندية وثوار بروكسل في الفترة 23 إلى 28 سبتمبر 1830 حيث اتاهم المدد بوحدات صغيرة من جميع انحاء البلاد. مما أجبر الهولنديين على التراجع. في أعقاب هذا الهجوم الفاشل الذي تسبب بفرار جماعي متزامن للجنود البلجيك من الجيش الهولندي، فانتشرت الثورة في كامل الأرض البلجيكية. مما دفع بالحاميات الهولندية بالخروج من المنطقة، عدا أنتويرب ولوكسمبورج اللتان ظلتا بيدهم.

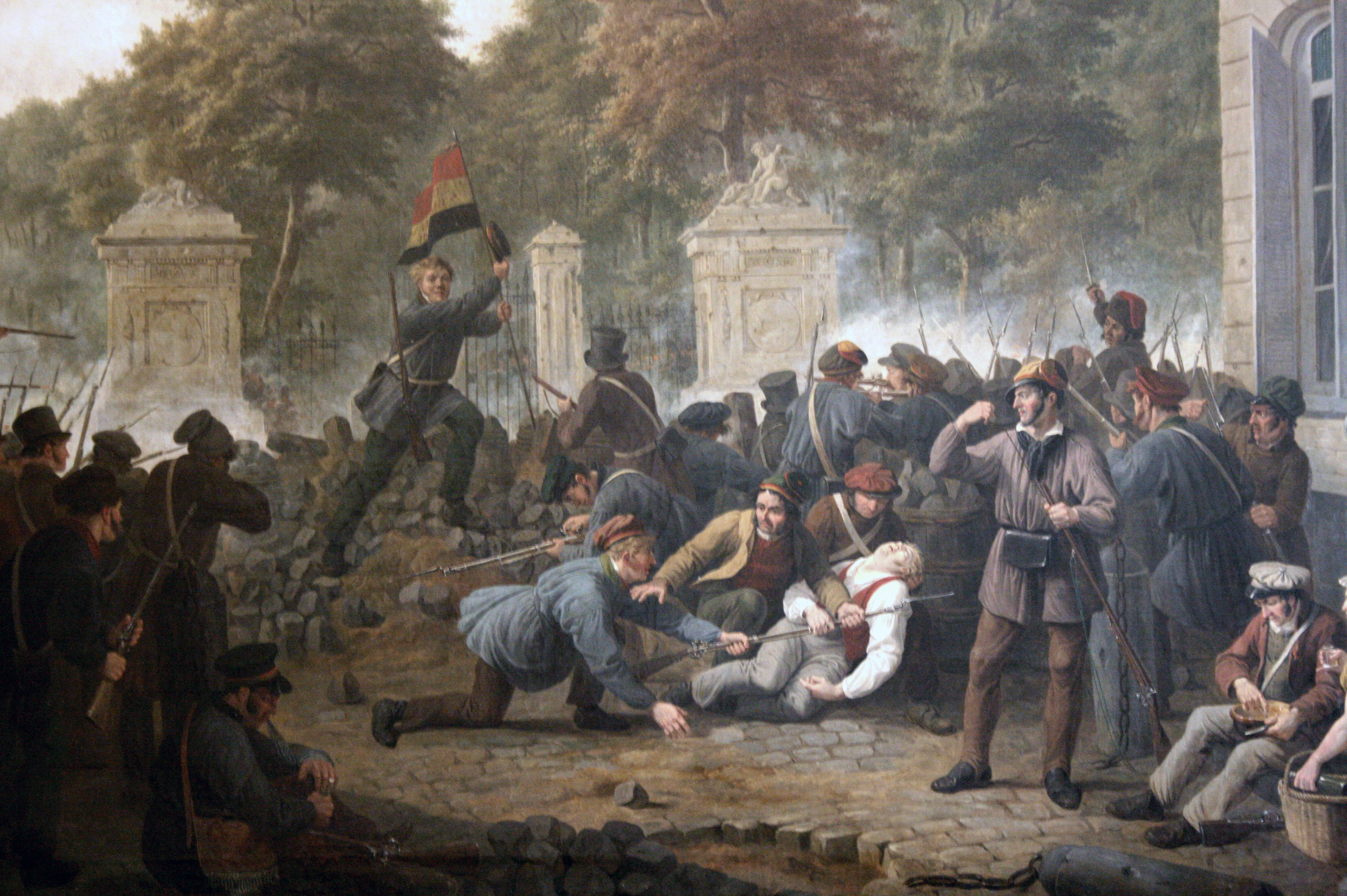
المتمردون البلجيكي في المتاريس خلال قتال شوارع بروكسل في سبتمبر 1830

شكلت الحكومة البلجيكية المؤقتة بتاريخ 24 سبتمبر بقيادة تشارلز روجير، وبعدها أعلن استقلال بلجيكا رسميا في 4 أكتوبر، فبدأ حينها العمل على صياغة دستور للبلاد. ومن ثم في ديسمبر اعترفت الحكومات الدولية في مؤتمر لندن باستقلال بلجيكا ومضمونة حياديتها. إلا أن هولندا استمرت في رفضها الاعتراف ببلجيكا وشروط المؤتمر حتى سنة 1839. ونص الدستور الذي اعتمد أخيرا في 1831 بحماية الحريات الفردية واعتبر نموذجا للدستوريين الليبراليين في المستقبل حول العالم. كما أنشأت الملكية الشعبية («ملك البلجيك»، بدلا من «ملك بلجيكا») لدرء المخاوف من حكم الغوغاء المرتبطة بالجمهورية كما جرت في أعقاب الثورة الفرنسية عام 1789. وأول ملك للبلجيك كان ليوبولد الأول حيث توج في يوليو 1831.

## ثورات وانتفاضات أخرى

### البرازيل والبرتغال
ساعد اندلاع الثورات في أوروبا على إعطاء الفرصة إلى ليبرالي البرازيل لطرد الإمبراطور بيدرو الأول من البلاد، حيث كان يلعب دورا استبداديا منذ الكفاح من أجل الاستقلال. نظرا لالتزامه إلى الليبراليين البرتغال، حيث بقي بجانبهم في الحرب الأهلية البرتغالية.

### بولندا

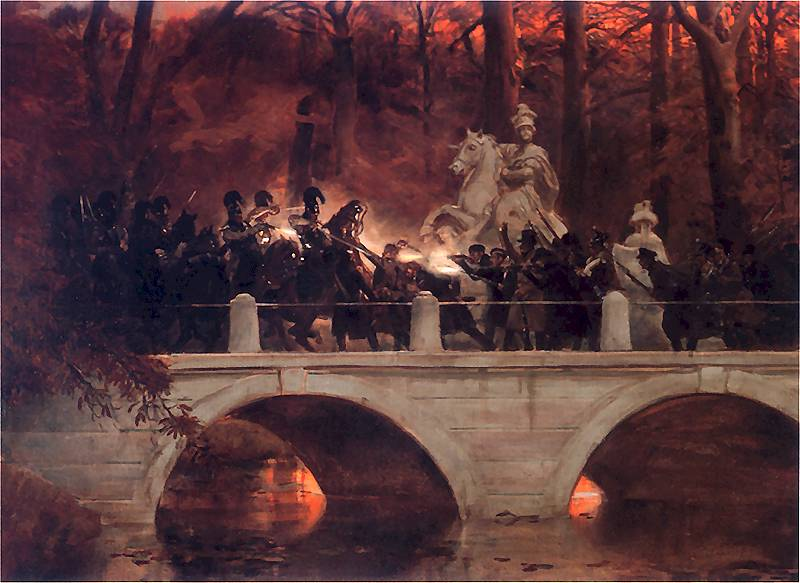
القوات الروسية في حالة اصطدام مع الثوار البولنديين في حديقة لازنكي في وارسو.

وفي نفس الوقت، اندلعت في كونغرس بولندا انتفاضة فاشلة ضد قيصر روسيا. حيث ثارت شرارتها يوم 29 نوفمبر 1830 في وارسو عندما ثار ضباط بولنديين شباب من الجيش المحلي للأكاديمية العسكرية في كونغرس بولندا بقيادة الملازم بيوتر وايسوكي. وسرعان ما انضم إليهم قطاعات واسعة من المجتمع البولندي، فانتشر التمرد إلى أراضي ليتوانيا، غرب روسيا البيضاء، والضفة الغربية لأوكرانيا.
وبالرغم من حدوث بعض الاختراقات والنجاحات المحلية، إلا أن في نهاية المطاف فإن الانتفاضة قد سحقها الجيش الإمبراطوري الروسي المتفوق عدديا بقيادة إيفان باسكوفيتش. وأصدر القيصر نيقولا الأول مرسوما يقضي بأن من الآن فصاعدا فإن بولندا هي جزءا لا يتجزأ من روسيا، وزاد في عدد الحاميات العسكرية الروسية في وارسو بعض الشيء، وأغلقت جامعتها.

### سويسرا
كان سكان ريف سويسرا فقراء وغير متعلمين، ويخضع ريفهم سياسيا واقتصاديا لسيطرة المدن القريبة. وخلال حكم جمهورية هلفتيك الخاضعة لفرنسا سنة 1798 انتشرت أفكار الحرية والمساواة، بحيث ألغيت أفكار القرون الوسطى من اختلاف القوانين بين مواطني مدن عن فلاحي الريف. إلا أن تلك الجمهورية قد انهارت في 1803 حل محلها قانون الإصلاح الذي أعطى حلا وسطا بين النظام القديم والجمهورية. في السنوات التي تلت ذلك قوضت حتى الحريات المحددة بموجب القانون، وبعد هزيمة نابليون سنة 1813 تبدل القانون وانقلب. ولكن بعد استعادة الحكم الذي بدأ سنة 1814، خفض الدستور الجديد تمثيل المناطق الريفية في مجالس الكانتونات.

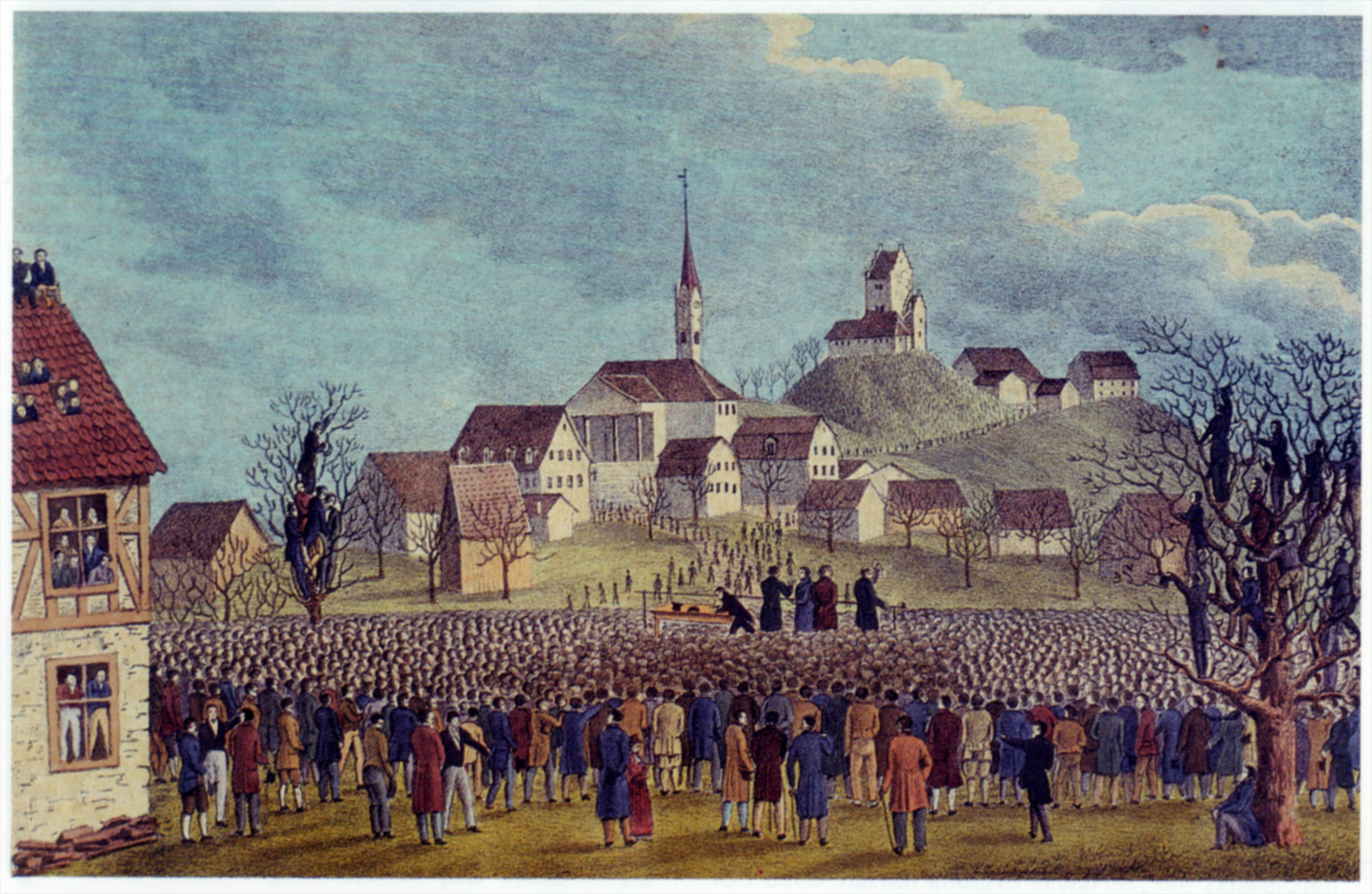
لقاء أوسترتاغ بالقرب من زيورخ في 22 نوفمبر 1830.

وبعد ثورة يوليو الفرنسية في 1830، واجتمع عدد من المجالس الكبيرة مطالبة بدساتير جديدة للكانتونات. وبما أن لكل كانتون دستوره الخاص، فقد أعطى مجلس كل كانتون تفاصيل مختلفة، ولكنهم جميعا كان لديهم قضيتين رئيسيتين. الأولى: هي الدعوة إلى تعديل سلمي للدساتير من خلال تعديل طريقة المقاعد في المجالس التشريعية المحلية. وكان اعتراضهم بالخصوص على ما اعتبروه الإفراط في تمثيل العاصمة الكانتوني في الحكومة. ثانيا: أنهم سعوا إلى وسيلة لتعديل الدستور. حتى لو كان التعديل أو التحسين الدستور هو تقليل عدد الكانتونات، ولم يسمح لأي مبادرة من المواطنين أن تضاف إلى أي منهما.
وعقد التجمع الأول بالقرب فاينفيلدن في كانتون تورغاو شهري أكتوبر ونوفمبر 1830. تلاه في نوفمبر لقاءات في فولنشفيل في كانتون أرجاو ثم سورسه كانتون لوتسيرن وأخيرا في أوسترتاغ بالقرب أوستر في زيوريخ. وفي ديسمبر كان هناك ثلاثة مجالس في كانتون سانت غالن: في فاتفيل وألتشتاتن وسانت جالنكابل، وأيضا في بلستال في سولوتورن. عقد الأجتماع الأخير في ميونسنجن في برن في يناير 1831.
تداول الناس على نطاق واسع خطب ومقالات داخل تلك المجالس وأصبحت شعبية جدا. وبالعموم كان تصرف الحشود رائعا ومنظما. على سبيل المثال، فقد أفيد أنهم واجهوا في فولنشفيل «وضعا هادئ بشكل غير متوقع من الآداب العامة والنظام المثالي». وأيضا في أرجاو وسانت غالن، حيث سارت الحشود في شوارع أراو (المعروفة باسم ثورة فريامترستورم Freiämtersturm) وسانت غالن، وأيضا كانت المسيرة الاحتجاجية سلمية. بعد تلك الاجتماعات والمسيرات لبت حكومات الكانتونات بسرعة مطالب المجالس وعدلت دساتيرها.

### إيطاليا
ظهر مجددا الشعور الثوري لإيطاليا موحدة بدءا من 1830، فبدأت بسلسلة من التمردات وضعت الأسس لإنشاء أمة واحدة على طول شبه الجزيرة الإيطالية. فكان دوق مودينا فرانسيس الرابع شخصا طموحا، وأعرب عن أمله أن يصبح ملك شمال إيطاليا عن طريق زيادة أراضيه. فأعلن بوضوح في 1826 أنه لن يتحرك ضد أولئك الذين ينحون نحو توحيد إيطاليا. فبدأ الثوار في الإقليم بتشجيع من إعلان الدوق في تنظيم أنفسهم.

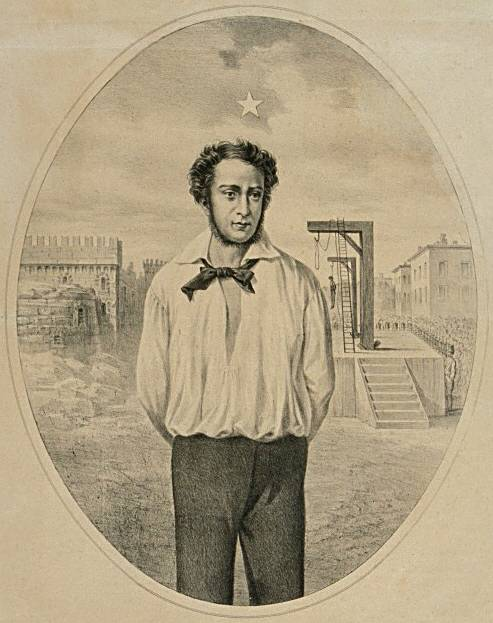
سيرو مينوتي.

جدد الملك الفرنسي لويس فيليب وعده للثوار أمثال سيرو مينوتي بأنه سيتدخل إذا حاولت النمسا أن تدخل بقواتها إيطاليا. ولكنه لم يتدخل في انتفاضة المزمعة لمينوتي وذلك خشية من فقدان عرشه. وتخلى دوق مودينا عن مؤيديه كاربونيريين، فأعتقل مينوتي ومعه متآمرين آخرين في 1831، ومرة أخرى سيطر على الدوقية من جديد بمساعدة من القوات النمساوية. أعدم مينوتي، وتلاشت فكرة الثورة في مدينة مودينا.
في الوقت نفسه، نشأت حركات تمرد أخرى في الولايات المنتدبة للبابوية في بولونيا وفورلي ورافينا وإيمولا وفيرارا وبيزارو وأوربينو. أعلنت هذه الثورات الناجحة والتي اعتمدت العلم ثلاثي الألوان بدلآً من العلم البابوي، وسرعان ما انتشرت هذه الحركات لتشمل كامل الدولة البابوية، وأعلنت الحكومات المحلية الحديثة إنشاء الأمة الإيطالية المتحدة. شجعت تلك الثورات في مودينا والمفوضيات البابوية نشاطًا مماثلاً في دوقية بارما، حيث اعتمد العلم ثلاثي الألوان، وغادرت ماري لويز دوقة بارما المدينة خلال الاضطرابات السياسية.
خططت المقاطعات المتمردة لتشكيل اتحاد المقاطعات الإيطالية [الإنجليزية]، مما دفع البابا غريغوري السادس عشر لطلب المساعدة النمساوية ضد المتمردين. فحذر فون مترنيش لويس فيليب أن النمسا ليس لديها نية لترك الشؤون الإيطالية دون تدخل، وأن التدخل الفرنسي لن يكون مقبولاً. حجب لويس فيليب أي مساعدة عسكرية واعتقل الوطنيين الإيطاليين الذين يعيشون في فرنسا. في ربيع عام 1831، بدأ الجيش النمساوي مسيره عبر شبه الجزيرة الإيطالية، وسحق المقاومة ببطء في كل مقاطعة قامت بالثورة. قمع هذا العمل العسكري أغلب الحركة الثورية الوليدة، وأسفر عن اعتقال العديد من الزعماء الراديكاليين.